# Schloss Ebermannsdorf

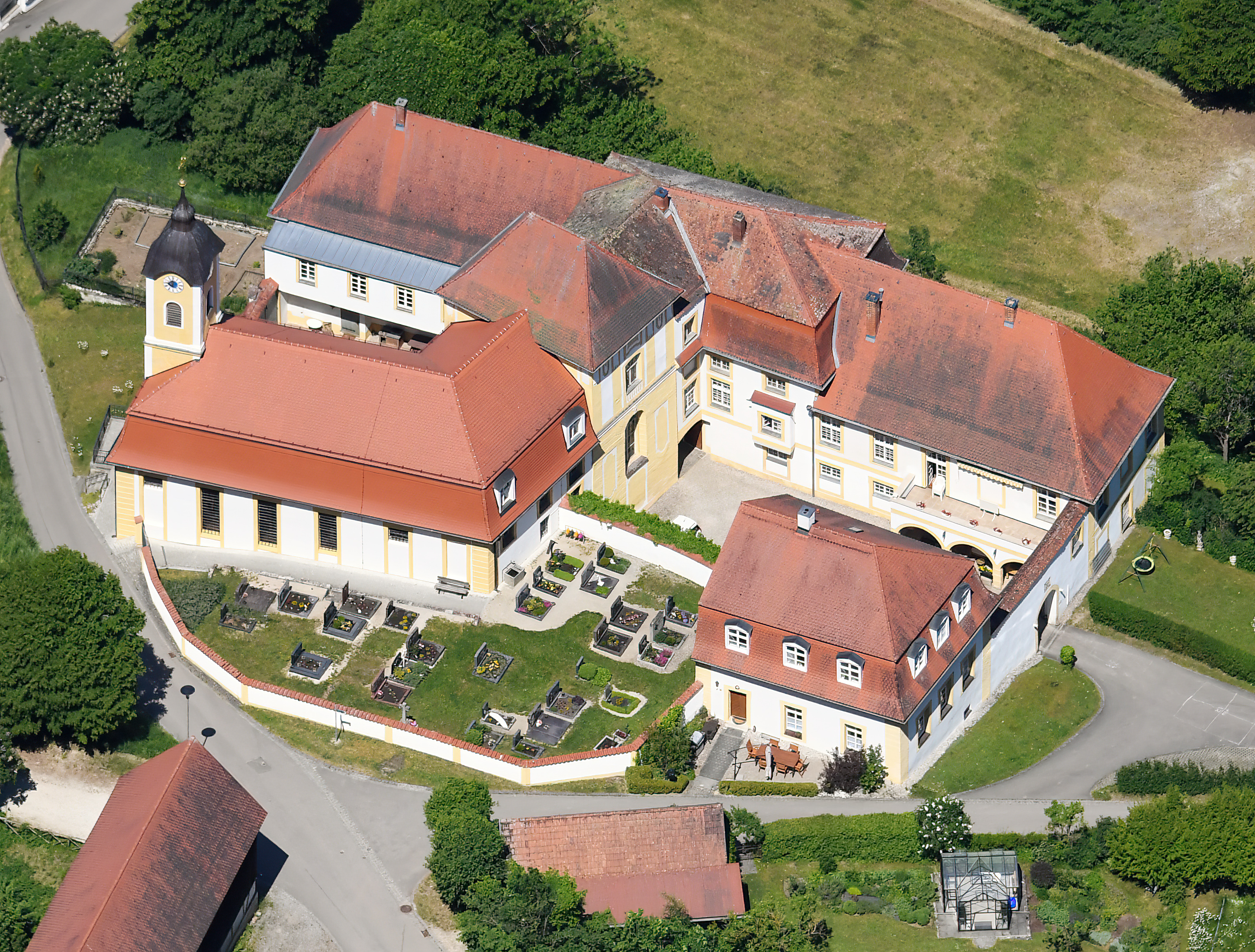
Schloss Ebermannsdorf von Südosten aus der Luft gesehen

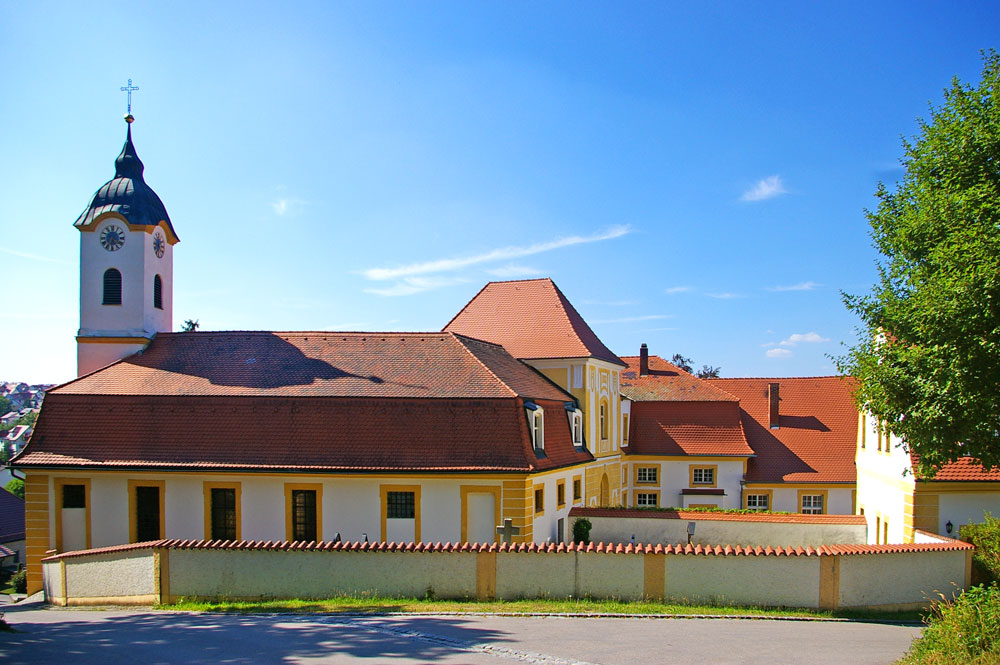
Schloss Ebermannsdorf (2008)

Das Schloss Ebermannsdorf ist ein Schloss in der gleichnamigen Oberpfälzer Gemeinde Ebermannsdorf im Landkreis Amberg-Sulzbach von Bayern. Es ist unter der Aktennummer D-3-71-118-2 als Baudenkmal verzeichnet. Die Anlage wird ferner als Bodendenkmal unter der Aktennummer D-3-6637-0122 mit der Beschreibung „archäologische Befunde des Mittelalters und der frühen Neuzeit im Bereich des ehem. Hofmarkschlosses und der ehem. Schloss- und jetzigen Filialkirche St. Johannes in Ebermannsdorf, darunter die Spuren von Vorgängerbauten bzw. älterer Bauphasen“ geführt.

## Geschichte
Seit dem frühen 12. Jahrhundert ist hier das Ortsadelsgeschlecht der Ebersdorfer nachgewiesen. Diese waren auf der Eberburg ansässig.  1480 wird Jakob Kemnather zu Ebermannsdorf mit dem unteren Sitz als Lehensträger seiner Schwester Agnes, Witwe des Jakob Kemnather zu Ebermannsdorf, genannt. Es ist also damals bereits neben der alten Burg ein neuer Sitz errichtet worden. Nach den Landsassenmatrikeln von 1484 ist hier Karl Zanter zu Rieden und Ebermannsdorf hier ansässig. 1499 ist Wolfgang Fuchssteiner Besitzer des kurpfälzischen Lehenssitzes Ebermannsdorf. Seit 1501 sind hier die Herren von Fuchsstein nachgewiesen. 1539 leistet Dr. Johann von Fuchsstein die Landsassenpflicht. Aber 1530 wird bereits Friedrich Schwarz auf dem Landsassengut genannt. 1541 sind hier die Erben des Dietrich Schwarz und 1549 werden hier Hans Dietrich und Heinrich Schwarz zu Haselbach und Ebermannsdorf genannt. Nach dem Tod des Georg Wolf Schwarz wurde die Hofmark 1602 von Kurfürst Friedrich IV. dem Geheimen Rat Dr. Michael Loefen wegen geleisteter Dienste verliehen. Zwei Jahre später erhielt er auch Heimhof. Nach seinem Tod († 30. April 1620) übernahm sein Sohn Hans Michael von Loefen die Hofmark. 1674 wird Friedrich Sigmund von Loefen als Besitzer von Ebermannsdorf und Heimhof genannt. Seine Tochter Julie Therese und deren Gemahl Freiherr von Zeller, Landrichter zu Amberg, übernahmen danach die Hofmark.
Um 1721 übernahm der Münchner Josef von Dyrr (Dürr) von den Erben des Friedrich Siegmund von Loefen diesen Besitz. 1748 ist hier Sebald Kazner, Forstmeister in Waldmünchen, der die Tochter Maria Ottilia des Josef von Dyrr geheiratet hatte, ansässig. 1751 wird hier wieder Jakob von Loefen, der die zweite Tochter Maria Ursula des Josef von Dyrr geehelicht hatte, mit Ebermannsdorf belehnt. 1786 folgt diesem Xaver von Simlern, mütterlicherseits mit den von Dyrr verwandt. Das mit dem Schloss verbundene Allod wurde nach dem Tod des Josef von Dyrr wegen hoher Schulden unter Administration gestellt; der Hauptgläubiger Baron von Thünefeld beanspruchte das alleinige Eigentumsrecht und verkaufte das Gut 1787 an  Karl Freiherr von Gugomes. 1793 erschien in Ebermannsdorf eine Hofratskommission, welche einen Vergleich zwischen Karl von Gugomes und Xaver von Simlern erreichen wollte; schließlich verkaufte Karl von Gugomes sein Allod an den Xaver von Simlern und Ebermannsdorf war wieder in einer Hand. Die Simler blieben bis 1873 im Besitz von Ebermannsdorf. Die Patrimonialgerichtsbarkeit wurden 1814 eingezogen, aber 1818 erhält Xaver von Simlern das Recht auf Einrichtung eines Patrimonialgerichts II. Klasse und am 28. Juni 1818 erscheint Ebermannsdorf mit einem Ortsgericht im Landgericht Amberg. Seit 1963 ist das Schloss im Besitz eines Familienzweiges der Freiherrn von Eyb.

## Baulichkeit

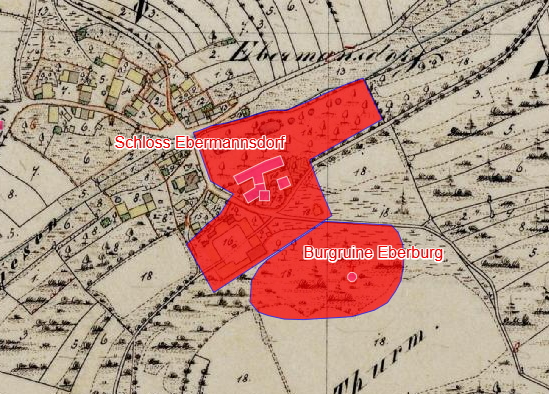
Lageplan von Burg und Schloss Ebermannsdorf auf dem Urkataster von Bayern

Das jetzige Schloss ist, wie die Jahreszahl „1723“ belegt,  ein Barockbau des frühen 18. Jahrhunderts. Es wurde unter dem Hofmarksbesitzer Johann Josef von Dyrr unter Verwendung des alten Mauerbestandes nach Plänen von Ignaz Anton Gunetzrhainer errichtet. Es ist ein langgestreckter zweigeschossiger Massivbau mit einem Walmdach, einem Mittelrisalit mit einem Mansarddach. Ein Querbau mit Mansarddach und einem Treppenturm und mit einem Walmdach ist gegen die Schlosskirche ausgerichtet. Der Schlossbau besitzt eine Putzgliederung. Die Anlage wird von einer Schlossmauer abgeschlossen, ebenfalls mit Putzgliederung, Korbbogentoren und einer Nischenfigur. Das Schloss wurde 1977/78 saniert.
Zu der Anlage gehört auch die 1721–23 ebenfalls nach Plänen von Ignaz Anton Gunetzrhainer errichtete ehemalige Schlosskirche, jetzt Filialkirche St. Johannes Bap. Sie ist ein Saalbau mit Mansardwalmdach und eingezogenem Turm, der von einer Turmhaube gedeckt wird. Auch sie besitzt ein Segmentgiebelportal und eine Putzgliederung. Die Kirche wurde 2018–2020 innen und außen renoviert. Eine Besonderheit ist die historische Orgel aus dem 19. Jahrhundert, welche Friedrich Specht zugeschrieben wird.